# Волочебні пісні
Волоче́бні (волочі́льні, велича́льні) пісні́ — жанровий різновид весняного циклу обрядових пісень, які, на відміну від гаївок, виконувались не в лісі, гаї чи на цвинтарі, а на подвір'ї кожного дому. Ці архаїчні твори були супроводом прадавнього обряду «волочіння», яке відбувалось у понеділок після Великодня і подекуди називалось «мандрівкою по селу»:
Й уже весна, весна, й уже красна,

Пора нашим парубчатам

Пора розтавати,

Селом мандрувати.
Первісно цей обряд був пов'язаний із культом покійників у формі ритуального дійства на цвинтарях, що супроводжувалось обмінюванням крашанками, розбиванням їх до хрестів на могилах, закопуванням до гробів (як освячення) чи пусканням водою до «потойбічного світу». При цьому ритуальною Великодньою їжею були круглі ярові хліби (на честь сонця) та пшенична каша з маком — ритуальна їжа покійників. Потім відбувалось «волочіння» по селу, дуже схоже на різдвяне колядування (сюди входили переодягнений у бузька парубок, міхоноша; носили живого когута та довгий рожен на рамені, на який господарі натикали хліб, ковбасу тощо як нагороду за величання). Цей обряд здійснювався лише парубками, які ходили від хати до хати, співаючи величання господарям, за що отримували дарунки, обов'язковими з яких були крашанки.
Весняні величальні пісні майже не збереглися до нашого часу. Найдовше вони побутували на Яворівщині, де ці твори називаються риндзівками чи рогульками. Як і величальні колядки, ці твори виконувались для сім'ї та окремих її членів (частіше дівчат та жінок). Родині бажалось: «Щастейко на двір, на худобойку, Здоров'є в той дім на челядоньку». Дівчині на відданні співали риндзівки, у яких вона поставала в образі родючого дерева:
Ой ти яблонько гилякувата,

Червонобоке, бардзо солодке.

Рефрен: Рано нам, рано-ранесенько.

Ой ти, дівонько, молоденькая,

Чого ти стоїш у темному лісі?

Чого ти сидиш довго в батенька?

Стою я стою, вітьор годую,

Сиджу я, сиджу, судженого жду:

Поронька прийде, то я зацвіту;

Суджений прийде, за нього пойду…

Яблічко зроджу — червонобоке.